# Margit Rosengren

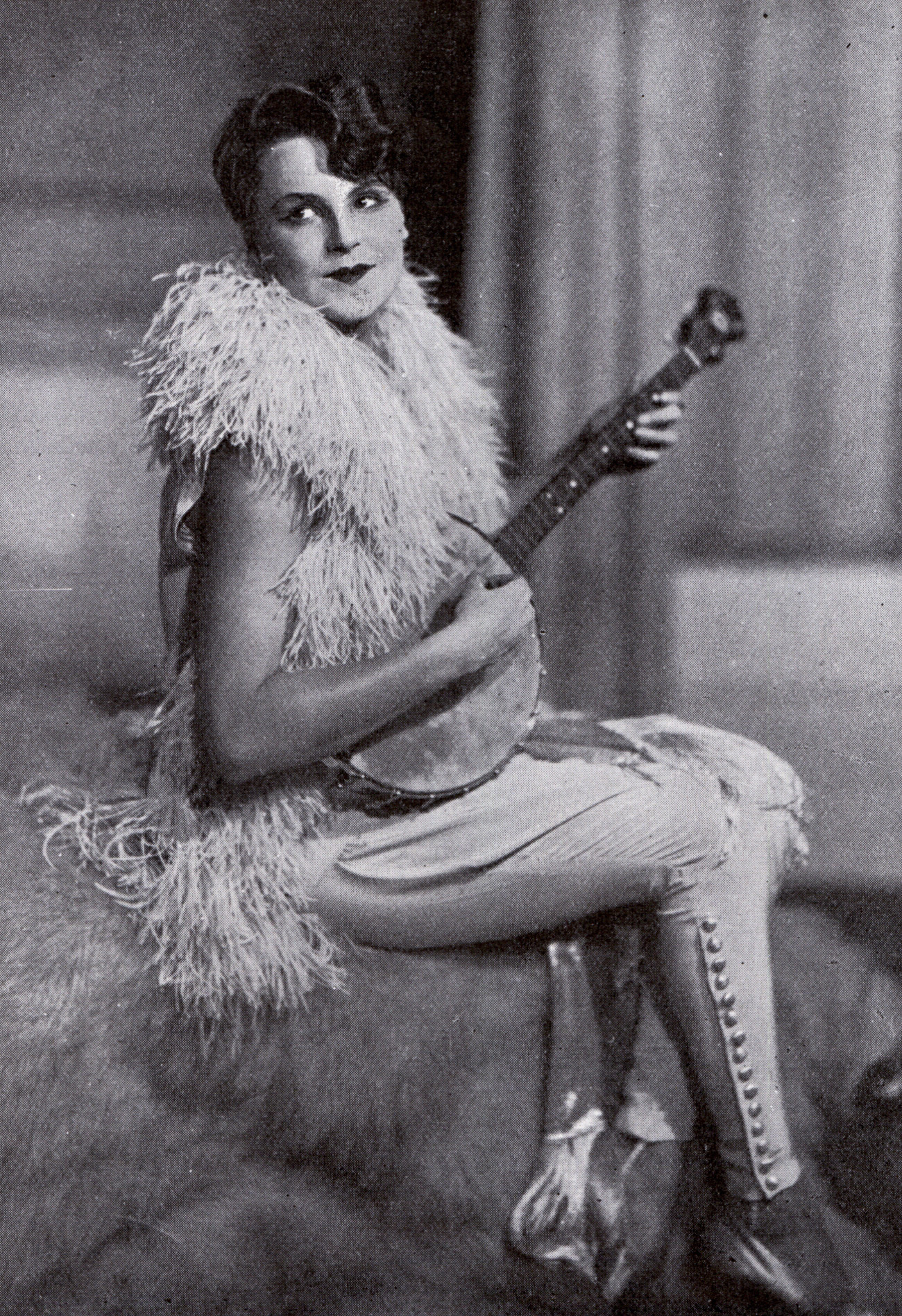
Rosengren en Adjö Mimi (1927)

Margit Rosengren (17 de marzo de 1901-23 de marzo de 1952 ) fue una cantante de opereta (soprano) y actriz de nacionalidad sueca.

## Biografía
Nacida en Estocolmo, Suecia, su nombre completo era Margit Ingeborg Rosengren. Rosengren tuvo una amplia formación en canto y artes teatrales, y fue contratada por Albert Ranft para trabajar como artista en formación en el  Teatro Oscar en 1920. Se hizo cargo del papel de  Juliette Diamant en la opereta Geishan dos días después de su estreno en 1920, pero su debut real tuvo lugar el 10 de octubre de 1920 con el papel de paje en la opereta Don Cesar. 
Rosengren actuó en el Teatro Oscaren 1920–1925, haciendo algunas actuaciones especiales  en el Stora Teatern en 1924−1925. Después trabajó en el Vasateatern y en el Odeonteatern de Estocolmo, volviendo al Teatro Oscaren 1932−1938. Allí fue Josepha, actuando junto a Max Hansen, en La posada del Caballito Blanco en 1935. 
Actuó en la Ópera Real de Estocolmo en 1939-1941, siendo considerada como la futura prima donna de la opereta sueca. Sus últimos papeles en la escena llegaron con las piezas musicales Blåjackor en 1941, y Show Boat en 1942, ambas representadas en el Teatro Oscar.
En 1924 también participó en la producción de Ernst Rolf Lyckolands-revy, trabajando igualmente en algunas producciones cinematográficas.   
Rosengren falleció en Estocolmo, Suecia, en 1952. Fue enterrada en el Cementerio Norra begravningsplatsen de dicha ciudad. Había estado casada entre 1922 y 1925  con  Jacobsson, creador de NK:s franska damskrädderi. Desde 1929 a 1943 estuvo casada con el escritor  Kar de Mumma, y a partir de 1944 con el director Oscar Gustafsson. Ella era hermana de la actriz Birgit Rosengren.

## Teatro
- 1920 : Geishan, de Sidney Jones, Owen Hall y Harry Greenbank, Teatro Oscar
- 1920 : Don Cesar, de Rudolf Dellinger y Oscar Walther, escenografía de Albert Ranft y Elvin Ottoson, Teatro Oscar
- 1920 : Se Neapel, de Edvin Ziedner, escenografía de Carl Barcklind, Teatro Oscar
- 1920 : Boccaccio, de Franz von Suppé, Camillo Walzel y Richard Genée, escenografía de Carl Barcklind, Teatro Oscar
- 1921 : Sista valsen, de Oscar Straus, escenografía de Carl Barcklind, Teatro Oscar
- 1921 : Niniche, de Marius Boullard, Alfred Hennequin y Albert Millaud, escenografía de Albert Ranft, Teatro Oscar
- 1921 : El estudiante mendigo, de Karl Millöcker, Richard Genée y Friedrich Zell, escenografía de Elvin Ottoson, Teatro Oscar
- 1921 : Kärleken vaknar, de Eduard Künneke, escenografía de Carl Barcklind, Teatro Oscar
- 1921 : Gräsänkan, de Leo Blech y August Neidhardt, escenografía de Carl Barcklind, Teatro Oscar
- 1921 : Les brigands, de Jacques Offenbach, Henri Meilhac y Ludovic Halévy, escenografía de Albert Ranft, Teatro Oscar
- 1922 : Lucullus, de Jean Gilbert, Rudolf Schanzer y Ernst Welisch, escenografía de Carl Barcklind, Teatro Oscar
- 1922 : Dansgrevinnan, de Robert Stolz, escenografía de Carl Barcklind, Teatro Oscar
- 1922 : Kusinen från Batavia, de Eduard Künneke, Herman Haller y Fritz Oliven, escenografía de Elvin Ottoson, Teatro Oscar
- 1922 : Cornevilles klockor, de Robert Planquette, Louis Clairville y Charles Gabet, escenografía de Nils Johannisson, Teatro Oscar
- 1922 : Bajadären, de Emmerich Kálmán, Julius Brammer y Alfred Grünwald, escenografía de Nils Johannisson, Teatro Oscar
- 1922 : Bajadären, de Emmerich Kálmán, Julius Brammer y Alfred Grünwald, Teatro de Trøndelag
- 1923 : Katja, de Leopold Jacobson, Rudolph Österreicher y Jean Gilbert, escenografía de Nils Johannisson, Teatro Oscar
- 1923 : La viuda alegre, de Franz Lehár, Victor Léon y Leo Stein, escenografía de Nils Johannisson, Teatro Oscar
- 1924 : Lyckolandet, de Ernst Rolf, Teatro Oscar
- 1924 : La condesa Maritza, de Emmerich Kálmán, Julius Brammer y Alfred Grünwald, escenografía de Oskar Textorius, Stora Teatern de Gotemburgo
- 1924 : La condesa Maritza, de Emmerich Kálmán, Julius Brammer y Alfred Grünwald, Scala, Köpenhamn
- 1925 : La condesa Maritza, de Emmerich Kálmán, Julius Brammer y Alfred Grünwald, escenografía de Nils Johannisson, Teatro Oscar
- 1925 : Die keusche Susanne, de Jean Gilbert y Georg Okonkowski, escenografía de Gustaf Bergman, Stora Teatern de Gotemburgo
- 1925 : Leve kvinnan, de Ernst Rolf, Cirkus de Estocolmo
- 1926 : Hollandsflickan, de Leo Stein, Béla Jenbach y Emmerich Kálmán, escenografía de Oskar Textorius, Teatro Oscar
- 1926 : Hjärtekrossaren, de Hermann Haller y Eduard Künneke, escenografía de Oskar Textorius Teatro Oscar
- 1926 : Apollon ombord, de Evert Taube, escenografía de Oskar Textorius, Vasateatern[3][4]
- 1926 : La princesa del circo, de Emmerich Kálmán, Julius Brammer y Alfred Grünwald, escenografía de Oskar Textorius, Vasateatern[5]
- 1927 : Cleopatras pärlor, de Oscar Straus, Julius Brammer y Alfred Grünwald, escenografía de Oskar Textorius, Vasateatern[6]
- 1927 : Alexandra, de Albert Szirmai y Franz Martos, escenografía de Oskar Textorius, Vasateatern[7][8]
- 1927 : Adjö, Mimi, de Ralph Benatzky, Alexander Engel y Julius Horst, escenografía de Oskar Textorius, Vasateatern
- 1928 : Hennes excellens, de Michael Krausz, Ernst Welisch y Rudolf Schanzer, escenografía de Oskar Textorius, Vasateatern[9][10]
- 1928 : La princesa gitana, de Emmerich Kálmán, Leo Stein y Béla Jenbach, escenografía de Oskar Textorius, Vasateatern
- 1928 : Miss America, de Walter Bromme, Georg Okonkowsky y Willy Steinberg, escenografía de Sigurd Wallén, Vasateatern[11]
- 1928 : Hertiginnan av Chicago, de Emmerich Kálmán, Julius Brammer y Alfred Grünwald, escenografía de Oskar Textorius, Vasateatern[12]
- 1928 : Grevinnan Eva, de Albert Szirmai y Frans Martos, escenografía de Oskar Textorius, Vasateatern[13]
- 1928 : Sista valsen, de Oscar Straus, Julius Brammer y Alfred Grünwald, escenografía de Oskar Textorius, Vasateatern
- 1929 : Rose Marie, de Rudolf Friml, Herbert Stothart, Otto Harbach y Oscar Hammerstein, escenografía de Gustaf Bergman, Vasateatern[14][15]
- 1929 : Rolfs Chinarevy, de Ernst Rolf, Chinateatern
- 1929 : La princesa del circo, de Emmerich Kálmán, Julius Brammer y Alfred Grünwald, escenografía de Oskar Textorius, Vasateatern
- 1930 : Hotell Stadt Lemberg, de Jean Gilbert y Ernst Neubach, escenografía de Adolf Niska, Vasateatern
- 1931 : Sjö och fart, de Karl Gerhard, Folkteatern de Gotemburgo
- 1931 : Viktorias husar, de Paul Abraham, Emmerich Földes, Alfred Grünwald y Fritz Löhner-Beda, escenografía de Oskar Textorius, Odeonteatern de Estocolmo[16]
- 1931 : Mozart, de Sacha Guitry, escenografía de Ragnar Hyltén-Cavallius, Teatro Oscar[17]
- 1931 : Adjö, Mimi, de Ralph Benatzky, Alexander Engel y Julius Horst, escenografía de Oskar Textorius, Odeonteatern de Estocolmo[18]
- 1932 : La flor de Hawái, de Paul Abraham, Alfred Grünwald y Fritz Löhner-Beda, escenografía de Oskar Textorius, Odeonteatern de Estocolmo[19]
- 1932 : Ökensången, de Oscar Hammerstein, Otto Harbach, Frank Mandel y Sigmund Romberg, escenografía de Nils Johannisson, Teatro Oscar
- 1933 : De tre musketörerna, de Rudolf Schantzer, Ernst Welisch y Ralph Benatzky, escenografía de Nils Johannisson, Teatro Oscar[20]
- 1933 : Lycka på resan!, de Max Bertusch, Kurt Schwabach y Eduard Künneke, escenografía de Nils Johannisson, Teatro Oscar[21]
- 1933 : Nymånen, de Oscar Hammerstein, Laurence Schwab, Frank Mandel y Sigmund Romberg, escenografía de Harry Stangenberg, Teatro Oscar[22]
- 1934 : Bal på Savoy, de Paul Abraham, Alfred Grünwald y Fritz Löhner-Beda, escenografía de Gösta Ekman, Teatro Oscar
- 1934 : Djävulsryttaren, de Emmerich Kálmán, Rudolf Schanzer y Ernst Welisch, escenografía de Nils Johannisson, Teatro Oscar
- 1934 : Paganini, de Paul Kneppler, Beda Jenbach y Franz Lehár, escenografía de Harry Stangenberg, Teatro Oscar
- 1934 : Jadja, de Alfred Grünwald, Ludwig Herzer y Robert Stolz, escenografía de Karl Kinch, Stora Teatern de Gotemburgo
- 1934 : Furstinnan Jadja, de Alfred Grünwald, Ludwig Herzer y Robert Stolz, escenografía de Nils Johannisson, Teatro Oscar[23]
- 1935 : Maya, de Imre Harmath, Rudolf Schantzer, Ernst Welisch y Szabolcs Fényes, escenografía de Nils Johannisson, Teatro Oscar
- 1935 : La posada del Caballito Blanco, de Hans Müller y Ralph Benatzky, escenografía de Max Hansen, Teatro Oscar
- 1937 : Jill Darling, de Marriott Edgar y Vivian Ellis, escenografía de Karl Kinch, Teatro Oscar[24][25]
- 1937 : Sista valsen, de Oscar Straus, Julius Brammer y Alfred Grünwald, escenografía de Oskar Textorius, Stora Teatern
- 1937 : Prinsessan av Oranien, de Walter Goetze, Hippodromen[26]
- 1937 : Nymånen, de Oscar Hammerstein, Laurence Schwab, Frank Mandel y Sigmund Romberg, escenografía de Harry Stangenberg, Stora Teatern de Gotemburgo
- 1937 : Sista valsen, de Oscar Straus, escenografía de Oskar Textorius, Stora Teatern de Gotemburgo
- 1937 : Axel i sjunde himlen, de Paul Morgan, Hans Schütz y Ralph Benatzky, escenografía de Max Hansen, Vasateatern[27][28]
- 1938 : Balalaika, de George Posford, Bernhard Grün y Eric Maschwitz, escenografía de Nils Johannisson, Stora Teatern de Gotemburgo
- 1939 : La viuda alegre, de Franz Lehár, escenografía de Ragnar Hyltén-Cavallius, Ópera Real de Estocolmo
- 1940 : La viuda alegre, de Franz Lehár, Stora Teatern de Gotemburgo
- 1940 : La princesa gitana, de Emmerich Kálmán, Leo Stein y Béla Jenbach, Ópera Real de Estocolmo
- 1940 : La princesa gitana, de Emmerich Kálmán, Leo Stein y Béla Jenbach, Stora Teatern de Gotemburgo
- 1941 : La condesa Maritza, de Emmerich Kálmán, Julius Brammer y Alfred Grünwald, Ópera Real de Estocolmo
- 1941 : Dollarprinsessan, de Leo Fall, Alfred Maria Willner y Fritz Grünbaum, escenografía de Lars Egge, Stora Teatern de Gotemburgo
- 1942 : Blåjackor, de Lajos Lajtai, escenografía de Leif Amble-Naess, Teatro Oscar[29]
- 1942 : Show Boat, de Jerome Kern y Oscar Hammerstein II, escenografía de Leif Amble-Naess, Teatro Oscar[30]

## Filmografía
- 1927 : Hans engelska fru
- 1931 : Kärlek måste vi ha
- 1933 : Den farliga leken
- 1936 : Våran pojke
- 1948 : Glada paraden